# Agaué
Agaué (Ἀγαύη) görög mitológiai alak.  Kadmosznak, Thébai városalapító királyának, és Harmonia istennőnek a lánya. Egyes néreida-felsorolásban is megjelenik, ekkor Néreusz és Dórisz leánya. Az első esetben lánytestvérei Szemelé, Inó és Autonoé. Férje Ekhión, az öt szpartosz egyike. Fia Pentheusz, Thébai királya.
Agaué Dionüszosz kultuszának követője lett. Euripidész „Bakkhánsnők" című tragédiájában fia, Pentheusz király, betiltja Thébaiban Dionüszosz tiszteletét. Dionüszosz Agaué húgának, Szemelének a fia. Pentheusz nem ismere el unakatestvére istenségét. Ezért ez bosszúból a mámoros bakkhánsnők kezébe juttatja, akik széttépik. Köztük van anyja is. Agaué saját fiának a fejét tépi le, de erre csak akkor jön rá, mikor magához tér tébolyából. Mindaddig azt hitte, hogy egy oroszlánkölyköt szaggat szét.